# Человек, который ходил между башнями
«Человек, который ходил между башнями» (англ. The Man Who Walked Between the Towers) — детская иллюстрированная книга, написанная и проиллюстрированная в 2003 году американцем Мордикаем Герштейном. Книга повествует о непревзойдённом трюке француза Филиппа Пети, который августовским утром 1974 года ходил, лежал, преклонял колено и танцевал на проволоке, натянутой на высоте более чем 400 метров между крышами башен Всемирного торгового Центра. За иллюстрации к книге Герштейн удостоился в 2004 году медали Калдекотт.

## Сюжет
Книга повествует о французском уличном артисте Филиппе Пети. Филипп был одержим мечтой пройти по проволоке между башнями ВТЦ, осуществлению которой предшествовало длительное планирование и подготовка. Ранним августовским утром Филипп вместе со своим другом, одетые в униформу строителей, проникли в Южную башню. Вместе с 440-фунтовой бухтой троса они поднялись на лифте на 110 этаж. Преодолев ещё 180 ступеней, друзья вышли на крышу. В полночь ещё двое помощников на другом здании выпустили стрелу в сторону Южной башни с леской для прокладки воздушной линии, по которой планировалось впоследствии протянуть трос. Стрела упала на самый край откоса крыши, и Филипп был вынужден спуститься на карниз, чтобы достать её. По готовой линии был протянут трос в 5/8 дюйма толщиной. Он был настолько тяжёл, что им потребовалось 3 часа на его прокладку. Работа была закончена на рассвете 7 августа 1974 года. Филипп Пети надел свой костюм, взял 28-футовый балансир и вышел на проволоку. Вскоре под башнями собралась толпа, а на крыши поднялась полиция. В течение 45 минут Филипп оставался на проволоке, выполняя различные трюки эквилибристики. Когда он посчитал мечту исполненной, Пети дошел до крыши Южной башни и сдался в руки полиции. Судья обязал Филиппа выступить в городском парке для местных детей, что тот с радостью исполнил. Во время выступления один из юных зрителей дёрнул трос, что чуть было не привело к падению Филиппа. Теперь тех башен более не существует, но память об утре 7 августа 1974 года, когда человек прошёл между ними, живёт и по сей день.

## Адаптации
В 2005 году по заказу Weston Woods Studios книга была адаптирована режиссёром Майклом Спорном в короткометражный анимационный фильм с одноимённым названием. Рассказчиком выступил Джейк Джилленхол. В том же году фильм получил приз зрительских симпатий в номинации Лучший короткометражный фильм на кинофестивале Heartland Film Festival и награду за Лучшую короткометражную анимацию для детей на Международном анимационном фестивале в Оттаве в 2006 году. Впоследствии он распространялся на DVD в качестве дополнительного материала к оскароносной британской документальной картине «Человек на канате» режиссёра Джеймса Марша.
На основе книги в театре Rowan University в Глассборо был поставлен двухактный балет. Концепция, хореография и режиссура принадлежат Полу Тернеру. В постановке использовались элементы кукольного представления, в том числе и в кульминационной части — во время выхода на проволоку. Премьера состоялась в декабре 2008 года. Балет получит исключительно положительные отзывы. В 2015 году в прокат вышла полнометражная драма в формате 3D «Прогулка». Бюджет картины составил 35 млн долларов США, а режиссёром выступил Роберт Земекис. Земикс утверждал, что идея снять полнометражный художественный фильм о трюке Пети появилась у него после прочитанной 10 лет назад книги «Человек, который ходил между башнями».

## Отзывы критиков
После выхода книги из печати на неё появилось множество эмоциональных отзывов от профессиональных критиков. Так, обозреватель Kirkus Reviews отмечал: «Читатели всех возрастов снова и снова возвращаются к этой истории, к приключению и юмору, отдавая дань уважения экстраординарным зданиям и замечательному человеку». Критик издания Publishers Weekly отметил, что взгляд на «драматичные рисунки, включая некоторые перспективы, способен перехватить дух у любого читателя». Венди Люкхарт из издания The School Library Journal опубликовала заметку, в которой также были особо отмечены иллюстрации, «головокружительные пейзажи», и выражено мнение, что книга является одновременно «портретом невероятного человека, своеобразным мемориалом башням ВТЦ и всем жизням, связанным с ними».